# Diocesi di Marga

Mappa con l'indicazione delle antiche località dell'Alta Mesopotamia e della Siria. Al centro-est la regione di Marga.

La diocesi di Marga è un'antica sede della Chiesa d'Oriente, suffraganea dell'arcidiocesi di Arbela nell'Adiabene, attestata dall'VIII al XIV secolo.

## Storia
La diocesi di Marga, spesso citata da Tommaso di Marga nel suo Liber Superiorum, comprendeva un gran numero di villaggi e di monasteri nella regione di Aqrah nella provincia ecclesiastica dell'Adiabene. A metà dell'VIII secolo comprendeva i distretti di Sapsapa (la piana di Navkur a sud di Aqrah, sulla riva orientale del fiume Khazir), di Talana e Nahla d'Malka (due vallate nel corso superiore del fiume Khazir) e di Beth Rustaqa (la valle di Gomel), e forse anche diversi villaggi del distretto di Zibar. Il metropolita Maranʿammeh dell'Adiabene, nella seconda metà dell'VIII secolo, trasferì i distretti di Nahla e Talana dalla diocesi di Marga a quella di Dasen.
Marga è menzionata come diocesi per la prima volta nell'VIII secolo; in precedenza, probabilmente, il suo territorio faceva parte della diocesi di Beth Nuhadra. Primo vescovo noto è ʿAbdishoʿ, che fu tra i vescovi che presero parte alla professione di fede dal sacerdote Nestorio del monastero di Mar Yozadaq nel 790 prima che questi venisse consacrato vescovo di Beth Nuhadra. Sono successivamente conosciuti altri nove vescovi, fino a Ishoʿyahb che nel 1318 partecipò alla consacrazione del patriarca Timoteo II.
Il suo vescovo più conosciuto è Tommaso, autore di un'opera storica in lingua siriaca, il Liber Superiorum. Quest'opera è una fonte preziosa per la ricostruzione della topografia cristiana nella regione di Marga, nella quale sono documentati circa trenta monasteri nel IX secolo, e oltre 60 villaggi cristiani, alcuni dei quali avevano ancora una presenza cristiana all'inizio del XX secolo. Ciò che colpisce è che la maggior parte dei monasteri e dei villaggi cristiani avevano scuole proprie, segno dell'importanza data dalla Chiesa d'Oriente alla formazione e preparazione culturale e religiosa.
Alla metà del XIII secolo Hulagu Khan (1217-1265), fondatore dell'Ilkhanato di Persia, fece di Marga la sua capitale. In seguito divenne la sede del Patriarca della Chiesa d'Oriente, Mar Yab-Alaha III. Successivamente, due villaggi della valle di Gomel, Tella e Barbelli, sono stati inclusi nel nome della diocesi ed i vescovi di questo periodo sono noti come vescovi di Marga, Tella e Barbelli, o semplicemente come vescovi di Tella e Barbelli. È probabile che, decaduta Marga, i vescovi abbiano trasferito la loro sede nella valle di Gomel. Dopo il 1318 non sono più noti vescovi di questa diocesi e bisognerà aspettare il XIX secolo per ritornare a vedere vescovi nella regione di Aqrah.

## Cronotassi dei vescovi
- ʿAbdishoʿ † (menzionato nel 790)
- Laʿzar † (VIII-IX secolo)
- Gabriele † (VIII-IX secolo)
- Yaʿqob † (VIII-IX secolo)
- Tommaso † (metà del IX secolo)
- Abramo Abraza † (? - 906 eletto patriarca della Chiesa d'Oriente)
- ʿAbdishoʿ † (menzionato nel 1218)
- Shemʿon † (prima del 1265 - dopo il 1281)
- ʿAbdishoʿ † (menzionato nel 1297 circa)
- Ishoʿyahb † (menzionato nel 1318)